# أحمد بن أمين عبد الشكور
أحمد بن أمين بن محمد سعيد عبد الشكور يعرف أيضًا بـابن عبد الشكّور (1255– 1323 هـ / 1839– 1905م) شاعر وكاتب حجازي في القرن التاسع عشر الميلادي. ولد في مكة ونشأ بها. اشتغل بالعلم والتأليف. من مؤلفاته النخبة السَّنيِّة في الحوادث المكيّة في التاريخ والفلك المشحون ونظمه في الشاي وشربه وتصنيعه بعنوان الشاهي وشربه وكيفية اصطناعه ومدائح متنوّعة وله مصنفات في النحو. توفي في‌ مسقط رأسه.

## سيرته
ولد أحمد بن أمين بن محمد سعيد من آل عبد الشكّور سنة 1255 هـ/ 1839م إبان حكم الأشراف في مكة ونشأ بها. تجوّل في الحجاز، كما سافر إلى مصر. اشتغل بالعلم والتأليف ونظم الشعر.

## شعره
ذكره عبد العزيز البابطين في معجمه وقال «شاعر تقليدي، تغلب صناعة النحو على توجيه تعابيره، وتدل قصيدته في الشاي وأنواعه وأسمائه على اتساع اطلاعه، وعلى طابع الأدب وحياة الأدباء في بيئته. عبارته سلسة وإيقاعاته المزاوجة تقرّب الصورة وتيسّر التلقي.» من شعره بعنوان أتت تتهادى:

## مؤلفاته
- النخبة السَّنيِّة في الحوادث المكيّة في التاريخ
- الفلك المشحون، نوادر وأدب
- الشاهي وشربه وكيفية اصطناعه، نظمه في الشاي وشربه وتصعنيه
- تحفة الأحباب في ذكر ما طاب من الشراب، 1873
- نحوية، قصيدة مطولة، مزج فيها معارفه بعلم النحو بمعارفه الغزلية، 1873

وله مدائح لأحد معاصريه من أمراء مكة.

## وفاته
توفي في مسقط رأسه بالعاصمة المقدسة سنة 1323 هـ/ 1905 م.